# Ray of Light
Ray of Light는 미국의 가수 마돈나의 일곱 번째 정규 음반으로, 1998년 3월 3일 매버릭 레코드를 통해 발매되었다. 마돈나는 딸 루더스를 출산한 후, 베이비페이스, 윌리엄 오빗, 패트릭 레오나드와 함께 새앨범 작업을 시작했다. 마돈나는 맨처음 패트릭, 베이비페이스와 작업을 시작하면서 실패했다고 느꼇고, 이후 오빗과 함께 하면서 새로운 음악적 방향을 추구했다. 이때문에 네 달동안 앨범 작업을 다시했다.
음악적으로 음반은 팝과 댄스 장르 앨범으로, 특히 이전 앨범들과 달리 일렉트로닉 음악을 도입했다. 이 외에 테크노, 트립 합, 록, 클래식, 드럼 앤 베이스, 앰비언트 음악을 포함시켰다. 보컬적으로는 폭넓은 음역대와 풀러 톤을 사용해 노래를 부른다. 앨범의 테마는 카발라, 힌두교, 불교와 같은 동양적 요소를 변형시켜 사용했고, 또한 마돈나가 일상으로 많이 하는 요가도 접목시켰다. "Sky Fits Heaven"과 "Shanti/Ashtangi"가 앨범의 테마를 잘 나타내는 노래이다.
음반은 평론가들에게 새로운 음악적 방향을 제시했다며 좋은 평가를 받았다. 평론가들은 마돈나의 "가장 모험적인" 음반이라고 말했고, 뿐만 아니라 성숙함, 절제된 자연스러움, 보컬 등에 있어서도 호평을 했다. Ray of Light는 그래미 상 여섯 개 부문에 후보로 올랐고, 이 중 네 개 부문을 수상하며 음악적으로 인정받았다. 상업적으로는 14개 나라에서 1위를 했다. 빌보드 200에서는 첫 주 371,000만 장을 팔아 2위로 데뷔했다. 세계적으로는 1,600만 장 이상의 판매량을 올렸다.
음반의 싱글로는 히트곡 "Frozen"과 "Ray of Light"를 포함해 총 5장이 발매되었다. 2001년부터는 Ray of Light를 홍보하기위한 투어 Drowned World Tour를 시작했다. 평론가들과 학자들은 이번 음반이 일렉트로닉 음악을 주류 음악 문화로 인기를 얻는데 도움을 줬다고 영향에 대해 말했다. 또한 당시 틴 팝 음악이 유행하고 있었음에도 마돈나는 매번 다른 모습을 보여주며 인기를 유지했다고 말했다. 음반은 수 많은 역대 음반 순위와 설문조사 순위에 올랐으며, 대표적으로 《롤링 스톤》이 선정한 "역사상 위대한 음반 500" 순위에 포함되었다.

## 수록곡
| #            | 제목                                  | 작사                                                          | 작곡                             | 재생 시간 |
| ------------ | ------------------------------------- | ------------------------------------------------------------- | -------------------------------- | --------- |
| 1.           | 〈Drowned World/Substitute for Love〉 | 마돈나, 윌리엄 오빗, 로드 맥컨, 애니타 커, 데이비드 콜린스    | 마돈나, 오빗                     | 5:09      |
| 2.           | 〈Swim〉                              | 마돈나, 오빗                                                  | 마돈나, 오빗                     | 5:00      |
| 3.           | 〈Ray of Light〉                      | 마돈나, 오빗 Clive Maldoon, Dave Curtiss, Christine Ann Leach | 마돈나, 오빗                     | 5:21      |
| 4.           | 〈Candy Perfume Girl〉                | 마돈나, 오빗, Susannah Melvoin                                | 마돈나, 오빗                     | 4:34      |
| 5.           | 〈Skin〉                              | 마돈나, 패트릭 레오나드                                       | 마돈나, 오빗, 마리우스 드 브리스 | 6:22      |
| 6.           | 〈Nothing Really Matters〉            | 마돈나, 레오나드                                              | 마돈나, 오빗, 드 브리스          | 4:27      |
| 7.           | 〈Sky Fits Heaven〉                   | 마돈나, 레오나드                                              | 마돈나, 오빗, 레오나드           | 4:48      |
| 8.           | 〈Shanti/Ashtangi〉                   | 마돈나, 오빗                                                  | 마돈나, 오빗                     | 4:29      |
| 9.           | 〈Frozen〉                            | 마돈나, 레오나드                                              | 마돈나, 오빗, 레오나드           | 6:12      |
| 10.          | 〈The Power of Good-Bye〉             | 마돈나, 릭 노울스                                             | 마돈나, 오빗, 레오나드           | 4:10      |
| 11.          | 〈To Have and Not to Hold〉           | 마돈나, 노울스                                                | 마돈나, 오빗, 레오나드           | 5:23      |
| 12.          | 〈Little Star〉                       | 마돈나, 노울스                                                | 마돈나, 드 브리스                | 5:18      |
| 13.          | 〈Mer Girl〉                          | 마돈나, 오빗                                                  | 마돈나, 오빗                     | 5:32      |
| 총 재생 시간 | 총 재생 시간                          | 총 재생 시간                                                  | 총 재생 시간                     | 66:52     |

| #   | 제목          | 작사                   | 작곡         | 재생 시간 |
| --- | ------------- | ---------------------- | ------------ | --------- |
| 14. | 〈Has to Be〉 | 마돈나, 오빗, 레오나드 | 마돈나, 오빗 | 5:15      |

## 차트 및 인증
| 차트 (1998)               | 최고순위 |
| ------------------------- | -------- |
| 오스트레일리아 음반 차트  | 1        |
| 오스트리아 앨범 차트      | 2        |
| 벨기에 플랜더스 앨범 차트 | 1        |
| 벨기에 왈로니아 앨범 차트 | 2        |
| 캐나디안 음반 차트        | 1        |
| 덴마크 음반 차트          | 2        |
| 네덜란드 앨범 차트        | 1        |
| 유러피안 탑 100 앨범      | 1        |
| 핀란드 앨범 차트          | 1        |
| 프랑스 앨범 차트          | 2        |
| 독일 앨범 차트            | 1        |
| 헝가리 앨범 차트          | 1        |
| 아일랜드 앨범 차트        | 2        |
| 이탈리아 앨범 차트        | 1        |
| 일본 오리콘 음반 차트     | 7        |
| 말레이시아 음반 차트      | 4        |
| 뉴질랜드 음반 차트        | 1        |
| 노르웨이 음반 차트        | 1        |
| 포르투갈 음반 차트        | 6        |
| 스페인 음반 차트          | 1        |
| 스웨덴 음반 차트          | 2        |
| 스위스 음반 차트          | 1        |
| 영국 음반 차트            | 1        |
| 미국 빌보드 200           | 2        |

| 국가           | 인증        |
| -------------- | ----------- |
| 아르헨티나     | 플래티넘    |
| 오스트레일리아 | 3× 플래티넘 |
| 오스트리아     | 2× 플래티넘 |
| 브라질         | 플래티넘    |
| 캐나다         | 7× 플래티넘 |
| 덴마크         | 5× 플래티넘 |
| 유럽           | 7× 플래티넘 |
| 핀란드         | 플래티넘    |
| 프랑스         | 3× 플래티넘 |
| 독일           | 3× 플래티넘 |
| 홍콩           | 플래티넘    |
| 멕시코         | 플래티넘    |
| 네덜란드       | 3× 플래티넘 |
| 뉴질랜드       | 플래티넘    |
| 노르웨이       | 2× 플래티넘 |
| 폴란드         | 2× 플래티넘 |
| 러시아         | 7× 플래티넘 |
| 스페인         | 3× 플래티넘 |
| 스웨덴         | 3× 플래티넘 |
| 스위스         | 3× 플래티넘 |
| 영국           | 6× 플래티넘 |
| 미국           | 4× 플래티넘 |

| 차트 (1998)               | 순위 |
| ------------------------- | ---- |
| 오스트레일리아 음반 차트  | 10   |
| 오스트리아 음반 차트      | 7    |
| 벨기에 플랜더스 음반 차트 | 5    |
| 벨기에 왈로니아 음반 차트 | 11   |
| 캐나다 음반 차트          | 10   |
| 네덜란드 음반 차트        | 4    |
| 프랑스 음반 차트          | 10   |
| 스위스 음반 차트          | 4    |
| 미국 빌보드 200           | 18   |
| 차트 (1999)               | 순위 |
| 오스트레일리아 음반 차트  | 61   |
| 오스트리아 음반 차트      | 21   |
| 벨기에 플랜더스 음반 차트 | 55   |
| 벨기에 왈로니아 음반 차트 | 72   |
| 네덜란드 음반 차트        | 19   |
| 프랑스 음반 차트          | 58   |
| 미국 빌보드 200           | 98   |

## 발매 일자
| 국가 | 일자            | 포맷(s)                   | 에디션(s)                 |
| ---- | --------------- | ------------------------- | ------------------------- |
| 일본 | 1998년 2월 22일 | CD, LP                    | 스탠다드 에디션           |
| 일본 | 1998년 9월 8일  | CD                        | 더블 에디션               |
| 영국 | 1998년 3월 2일  | CD, LP, 카세트, 미니 앨범 | 스탠다드, 리미티드 에디션 |
| 독일 | 1998년 3월 2일  | CD, LP, 카세트, 미니 앨범 | 스탠다드, 리미티드 에디션 |
| 미국 | 1998년 3월 3일  | CD                        | 스탠다드, 리미티드 에디션 |

## 같이 보기
- 독일에서 가장 많이 팔린 음반 목록